# Teollisuuden Voima
 (novembre 2022).
Teollisuuden Voima Oyj (TVO) est une entreprise privée finlandaise de production d'électricité ayant des participations dans plusieurs entreprises finlandaises.
Elle exploite trois réacteurs nucléaires installés sur la côte ouest de la Finlande à Olkiluoto dans la municipalité de Eurajoki. Elle a des participations dans la centrale à charbon de Meri-Pori.

## Les installations actuelles
La décision de construire deux réacteurs d'une puissance de 890 MWe net dans la centrale nucléaire d'Olkiluoto a été prise en 1970. C'est la compagnie suédoise Asea-Atom qui fut choisie pour la construire.
- Olkiluoto-1 (OL1) qui a été raccordée au réseau en septembre 1978.
- Olkiluoto-2 (OL2) qui a été raccordée au réseau en février 1980.

Ces deux tranches peuvent produire ensemble 1 780 MWe ce qui correspond à 16 % de l'électricité consommée en Finlande. Les tranches de Olkiluoto sont exploitées depuis 25 ans avec une grande fiabilité ce qui les place à l'un des meilleurs classements mondiaux pour les résultats d'exploitation[réf. nécessaire].
Au début des années 2000, après décision des autorités finlandaises, TVO a engagé la construction sur le site d'Olkiluoto en 2004 d'un 3e réacteur de technologie EPR (Réacteur pressurisé européen) d'une puissance électrique nette de 1 600 MWe.
- Olkiluoto-3 (OL3) mis en service commerciale le 16 avril 2023[5].

En 2003, Areva a vendu à TVO son réacteur de troisième génération EPR conçu avec l’allemand Siemens pour 3,3 milliards d'euros ; la construction devait durer quatre ans (2005-2009). En 2021, la dérive des coûts entraîne dix milliards d’euros à la charge du consortium Areva-Siemens.
En avril 2023, avec treize ans de retard, le réacteur EPR d'Olkiluoto 3 est mis en service régulier sur le réseau de TVO, il a atteint sa pleine puissance opérationnelle de 1 600 MW lors des essais de septembre 2022. Près d'un tiers des besoins en énergie électrique du pays sont couverts par la centrale nucléaire d'Olkiluoto,

## Actionnaires de TVO
- Pohjolan Voima Oy (56,8 % ),
- Fortum Power and Heat Oy (26,6 %), filiale de Fortum Oyj:n,
- Oy Mankala Ab (8,1 %), filiale de Helsingin Energia,
- Etelä-Pohjanmaan Voima Oy,
- Kemira Oyj
- Karhu Voima Oy, du groupe E.ON.